# Plasteikopf
Plasteikopf är en bergstopp i Liechtenstein. Den ligger i den södra delen av landet, 9 km söder om huvudstaden Vaduz. Toppen på Plasteikopf är 2 356 meter över havet, eller 127 meter över den omgivande terrängen. Bredden vid basen är 0,97 km. Plasteikopf ingår i Rhätikon.